# 奧瑞恩 (阿拉巴馬州)
奧瑞恩（英語：Orion）是一個位於美國阿拉巴馬州派克縣的非建制地區。該地的面積和人口皆未知。

## 地理
奧瑞恩的座標為31°57′32″N 86°00′20″W / 31.95889°N 86.00556°W，而該地的平均海拔高度為171米（即561英尺）。